# Novik (1913)
Novík fue un destructor de la Armada Imperial Rusa y de la Armada Soviética, encargado en 1913, donde sirvió con la Flota del Báltico durante la Primera Guerra Mundial. Se unió a los bolcheviques en noviembre de 1917 y fue rebautizado como Yakov Sverdlov en 1923. Cuando empezó la Operación Barbarroja, el buque estaba haciendo maniobras rutinarias, pero fue llamado al servicio activo al día siguiente. El 28 de agosto de 1941 chocó contra una mina y se hundió mientras escoltaba un convoy de evacuación durante la evacuación soviética de Tallin.

## Construcción
El Novik, primer buque de su clase, se terminó de construir en 1910 en la planta de Putilovsky. Fue diseñado originalmente por AG Vulcan Stettin. La clase incluía otros 52 buques en cuatro grupos:
- Clase Derzky
- Clase Orfey
- Clase Izyaslav
- Clase Fidonisy

El Novik fue uno de los mejores buques de su clase durante la Primera Guerra Mundial. Los buques de la clase Novik fueron los primeros destructores propulsados por petróleo en lugar de carbón. Cuando entró en servicio era el buque más rápido del mundo.

## Primera Guerra Mundial
Durante la noche del 6 al 7 de mayo de 1915, el Novik, en compañía de otros diez destructores, minó los accesos al puerto de Liepāja, el cual estaba siendo atacado por los alemanes. Hubo un encuentro no concluyente entre los cruceros de la fuerza de protección rusa y el crucero ligero alemán SMS München, pero los destructores rusos no fueron detectados. En la mañana del 8 de mayo, una de las minas colocadas esa noche voló la proa del nuevo torpedero alemán V 107 cuando entraba entrando en Liepāja y lo dejó irreparable. El Novik escoltó al crucero acorazado Rurik en una misión para bombardear el puerto alemán de Memel, pero se separaron del resto de la fuerza en medio de una densa niebla y se encontraron con el crucero blindado alemán SMS Roon. El Rurik abrió fuego, pero pronto se vio obligado a desviarse por un (falso) contacto submarino y perdió de vista a los alemanes. Durante la Batalla del Golfo de Riga en agosto de 1915, El Novik y otros tres destructores incendiaron el destructor alemán V 99. El V 99 chocó contra dos minas cuando intentaba salir del golfo y fue hundido. En la noche del 19 al 20 de noviembre de 1915, El Novik dirigió a siete destructores rusos que atacaron a las patrullas alemanas frente a Windau. Lograron hundir el patrullero auxiliar SMS Nürnberg y escaparon antes de que pudieran llegar refuerzos alemanes. La noche del 13 de mayo de 1916, dirigió a dos de sus buques gemelos en busca de convoyes alemanes que navegaban por la costa sueca con hierro. Encontraron un convoy de diez cargueros escoltados por cuatro patrulleras auxiliares cerca de la isla de Häfringe. Los cargueros huyeron hacia aguas suecas mientras que los patrulleros auxiliares se volvieron para enfrentarse a los rusos. Los rusos hundieron el crucero auxiliar Hermann, aunque se negaron a cerrar la escape a los patrulleros auxiliares creyendo que eran mucho más fuertes de lo que realmente eran, los cargueros alemanes escaparon y no se infligieron otros daños. El 26 de junio de 1916 encalló frente a Naissaar. Fue reflotado con ayuda del rompehielos ruso Petr Veliky, que lo remolcó hasta Helsinki, Gran Ducado de Finlandia. Las reparaciones duraron hasta el 13 de agosto de 1916.
El 26 de octubre de 1917, la tripulación de Novik se unió a los bolcheviques, aunque no se sabe nada de sus actividades, si las hubo, durante el control del barco durante la Primera Guerra Mundial.

## Reconstrucción

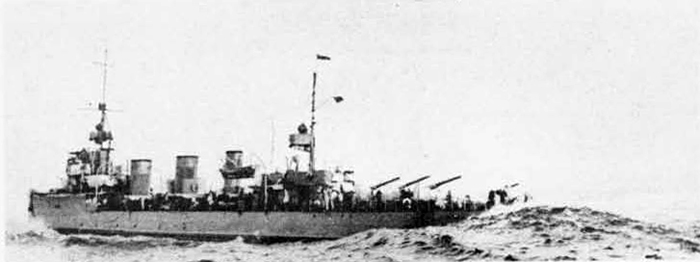
El Novik después de reconstrucción, ahora el Yakov Sverdlov

Permaneció inactivo desde el 9 de septiembre de 1918 hasta 1925,(aclarar que en 1923 se le cambio de nombre a Yakov Sverdlov) cuando fue reconstruido en profundidad entre el 26 de septiembre de 1925 y el 30 de agosto de 1929. Se retiró el juego de tubos lanzatorpedos gemelos de la parte trasera, se adelantaron los tres cañones de 102 mm (4 plg) del alcázar y se montó un cañón antiaéreo "Lender" de 76,2 mm (3 plg) en la parte trasera del alcázar, lo que oscureció seriamente el arco de fuego del cañón trasero de 102 mm. Los tres conjuntos gemelos de tubos lanzatorpedos restantes se cambiaron por lanzadores triples y se recolocaron, lo que supuso un aumento neto de un tubo lanzatorpedos. Se amplió la estructura del puente, se eliminó la caseta situada inmediatamente a popa de la cuarta chimenea y se añadió una nueva caseta más grande a unos 9 metros (29,5 pies) a popa de la cuarta chimenea. Los mástiles se cambiaron de posición y se reforzaron con patas de apoyo, mientras que la chimenea de proa se elevó 2 metros (6,6 pies).
Fue revisado entre el 28 de noviembre de 1937 y el 8 de diciembre de 1940, aunque no está claro en qué consistió exactamente. Probablemente se revisó o sustituyó su maquinaria y se instalaron entre dos y cuatro cañones antiaéreos 21-K de 45 mm (1,8 plg). Sin embargo, antes de que finalizara su remodelación, fue reasignado como buque escuela el 23 de abril de 1940.

## Segunda Guerra Mundial
Al comienzo de la guerra, fue reasignado a la Tercera División de Destructores de la Flota del Báltico. Durante la evacuación de la Armada soviética de Tallin a Kronstadt durante la Operación Barbarroja, el Yakov Sverdlov fue asignado como escolta del buque insignia Kírov. Durante la operación, chocó contra una mina y se hundió cerca del cabo Juminda el 28 de agosto de 1941. Los restos del naufragio fueron localizados e identificados el 16 de junio de 2018; yaciendo a una profundidad de 75 metros (82,0 yd), el barco se rompió en dos piezas.

## notas
1. ↑  Breyer, p. 56
2. ↑  Halpern, pp. 192, 195, 197, 205, 209
3. ↑  Chernyshev, Alexander Alekseevich (2012). Погибли без боя. Катастрофы русских кораблей XVIII–XX вв. [They died without a fight. Catastrophes of Russian ships of the XVIII-XX centuries] (en russian). Veche. Archivado desde el original el 19 de agosto de 2022. Consultado el 22 de abril de 2023.
4. ↑  «Destroyer "Novik"» (en ruso). Consultado el 25 de julio de 2009.
5. 1 2  Breyer, p. 242
6. ↑  Rohwer, p. 95
7. ↑  Bowman, Craig. «Once the Fastest Destroyer in the World – Russian Destroyer Wreckage Found». War History Online. Consultado el 26 de diciembre de 2020.

## enlaces externos
- Wikimedia Commons alberga una categoría multimedia sobre Novik.

- Yakov Sverdlov en sovnavy-ww2.by.ru Archivado el 18 de junio de 2009 en Wayback Machine. (en ruso)
- Yakov Sverdlov en navsource.narod.ru (en ruso)

- Datos: Q1547078
- Multimedia: Novik (ship, 1911) / Q1547078